# ناثانييل بيتجر
ناثانييل بيتجر (بالإنجليزية Nathaniel Pitcher) وهو سياسي أمريكي كان حاكما على ولاية نيويورك الأمريكية ولد ناثانييل بيتجر في 30 تشرين الثاني من سنة 1777 في ولاية كونتيكت الأمريكية شغل ناثانييل بيتجر منصب حاكم على ولاية نيويورك ما بين 11 شباط من سنة 1828 إلى 31 كانون الأول من نفس السنة. خدم بيتجر في مجلس النواب الأمريكي مرتين المرة الأولى كانت من عام 1819 إلى عام 1823 والمرة الثانية كانت من عام 1831 إلى عام 1833 توفي ناثانييل بيتجر في 25 أيار من سنة 1836 في ولاية نيويورك.